# HEMA
Pour les articles homonymes, voir Héma.

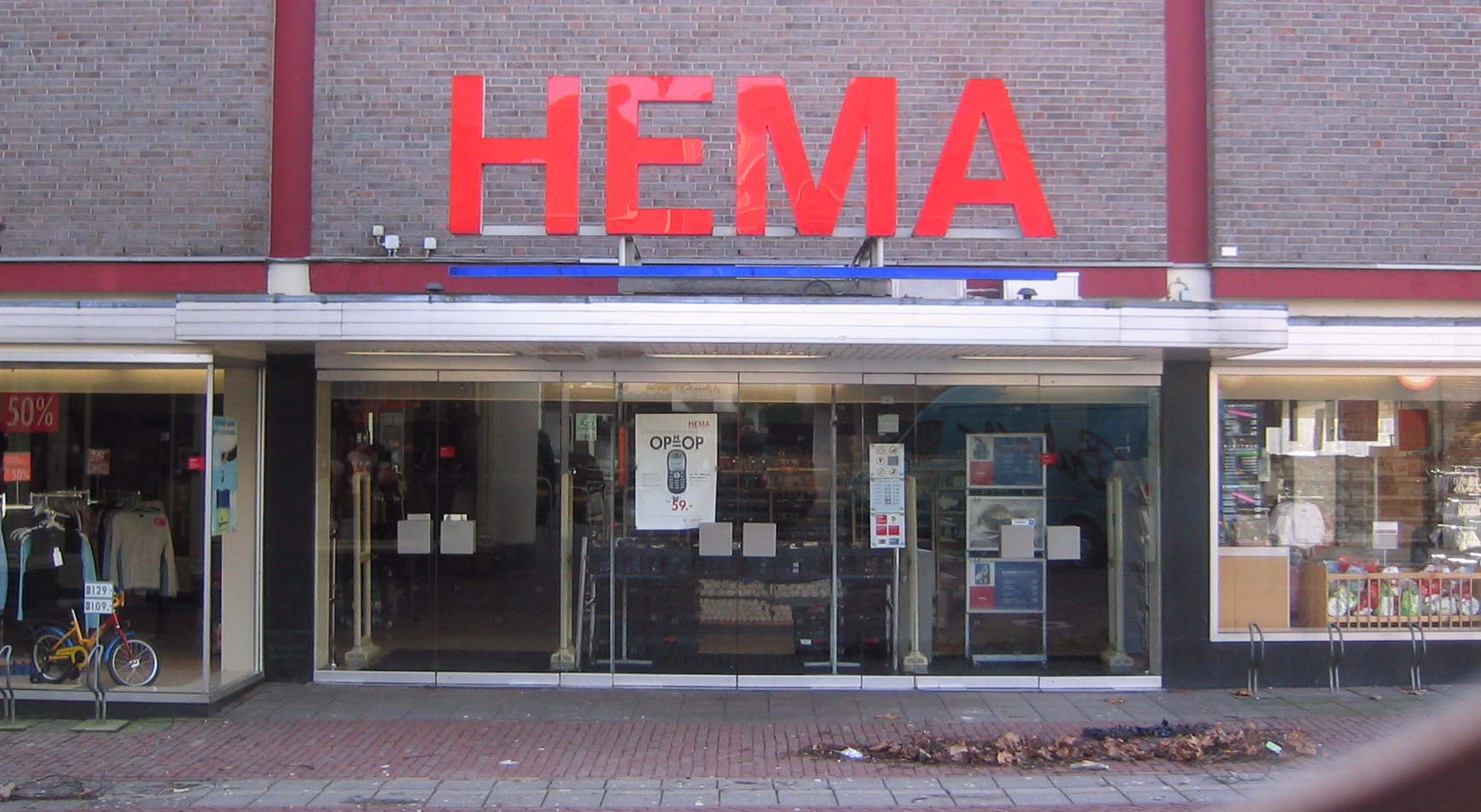
La devanture d’un magasin HEMA, à Amsterdam aux Pays-Bas

HEMA (dénomination issue de l'acronyme de Hollandsche Eenheidsprijzen Maatschappij Amsterdam : « Compagnie hollandaise de prix standards Amsterdam » en néerlandais) est une chaîne de magasins néerlandaise. Elle se spécialise dans les articles pour la maison à bas prix, lesquels sont fabriqués pour la chaîne, même dans des pays à bas coûts.

## Histoire
Le premier magasin, fondé par Arthur Isaac et Leo Meyer, deux employés de De Bijenkorf, ouvre ses portes sur Kalverstraat à Amsterdam le 4 novembre 1926. Au début, c'est un magasin à prix unique ; les produits étaient vendus selon un barème de prix fixes : 10, 25 ou 50 cents, puis 75 cents et 1 florin plus tard. Cette approche commerciale explique le nom de la chaîne, basé sur l'acronyme du nom d'origine de la société Hollandsche Eenheidsprijzen Maatschappij Amsterdam.
Après la Seconde Guerre mondiale, ce modèle de prix est abandonné. Une période de rapide croissance s'ensuit. En 2009, presque chaque ville néerlandaise de taille importante possède un magasin HEMA. Dans les années 1970, l'enseigne commercialise des produits sous sa propre marque.

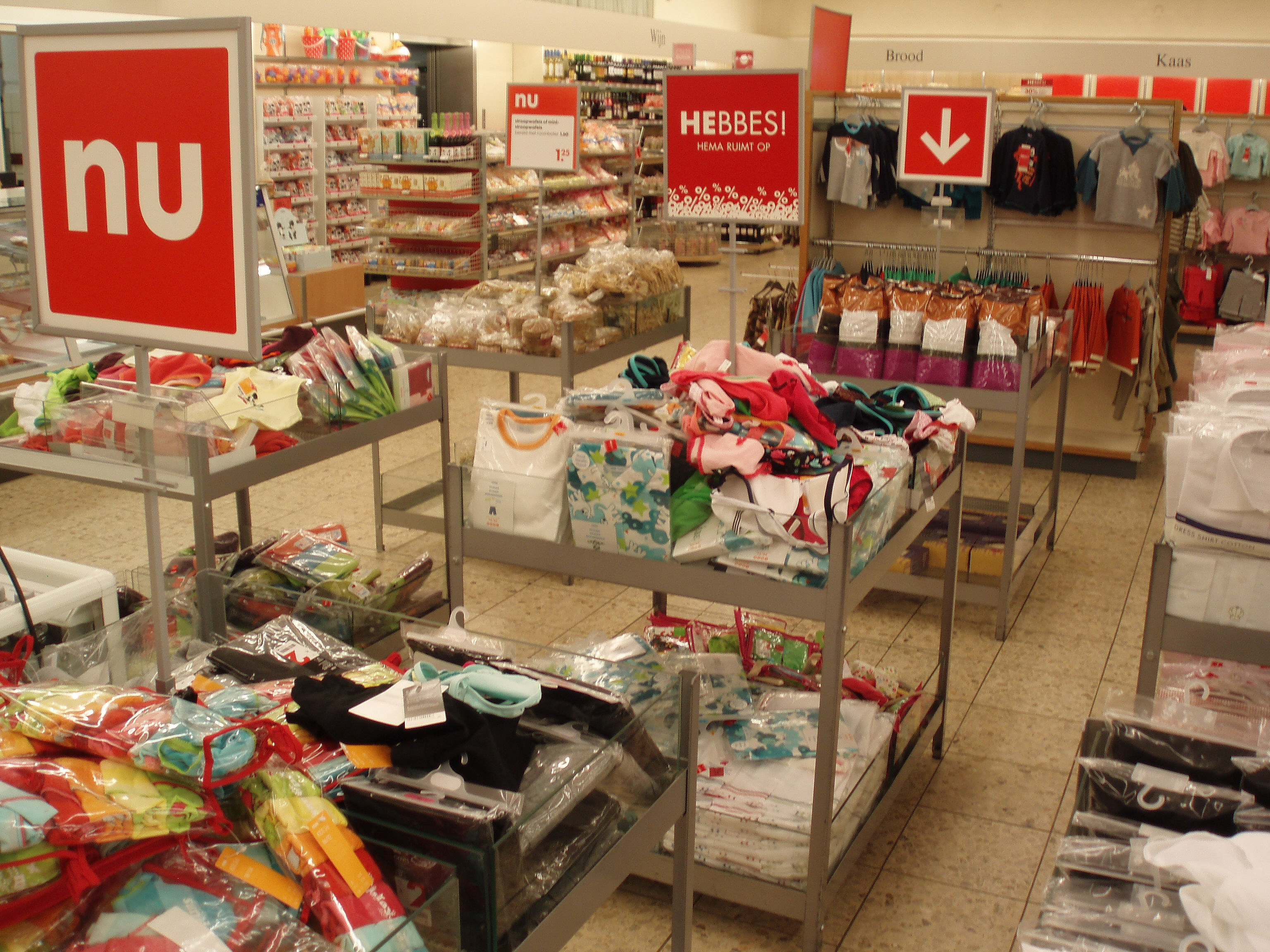
L'intérieur typique d'un magasin HEMA, à Zwolle aux Pays-Bas

Depuis les années 1990 et surtout après 2000, HEMA a pris de l'expansion en dehors des Pays-Bas : dont l'Allemagne (2003), le Royaume-Uni (2014) la Belgique (1984) notamment par l'acquisition des magasins Sarma, la France (2009), l'Espagne (2014) et le Luxembourg (2006),. L'enseigne emploie en 2018 plus de 10 000 personnes pour plus de 700 magasins en Europe.
Chaque magasin HEMA propose une grande variété de produits fabriqués surtout en Europe de l'Est et en Asie : vêtements, aliments, jouets, équipement pour vélos, produits de beauté, outils de jardinage et du matériel de bureau, jusqu'à 25 000 références devant pour beaucoup, déclencher l'achat d'impulsion,. Les emplacements sont prioritairement situés là où le flux de clients est importants comme les gares ou les centres-villes,.
Elle fait partie du groupe Maxeda DIY Group jusqu'en juin 2007, lorsqu'elle a été acquise par Lion Capital LLP par LBO pour 1.1 Milliard d'euros. Mais si le LBO, créant de l'endettement, reste efficace lorsque les résultats sont au rendez-vous, il devient un piège dans le cas de HEMA : l'entreprise réalise 1.2 milliard d'euros de chiffre d'affaires en 2017 (dont plus des trois quarts dans son pays d'origine et en Belgique), mais les bénéfices sont rares depuis plus d'une décennie,. La marque reste déficitaire avec une perte de 30,9 millions d'euros sur l'année, et 130 millions sur trois ans cumulés : ses résultats sont grevés par la dette importante de plusieurs centaines de millions d'euros. La dette n'est pas seule en cause : la concurrence féroce d'autres enseignes à petits prix, de chaines discount ou des ventes internet entrainent une désaffection des consommateurs,. De plus, Lion Capital perpétue, depuis le rachat, l'expansion internationale, mais néglige les points de vente locaux, pourtant au nombre d'un demi-millier et représentant le cœur du marché de la marque.
En avril 2018, LLP confirme son intention de revendre HEMA ou de l'introduire en bourse ; LLP ayant déjà, plusieurs fois et depuis plusieurs années, essayé de se séparer de la marque,,. Il est annoncé, prématurément, que c'est chose faite en milieu d'année, HEMA doit être revendu environ un milliard d'euros au fonds d'investissement belge Core Equity,. Mais la vente n’aboutit pas et c'est finalement la société néerlandaise d'investissement Ramphastos Investments de Marcel Boekhoorn qui rachète l'enseigne en fin d'année,. Hema est de nouveau revendu en 2021 à Parcom et la famille néerlandaise van Eerd ; la dette est diminuée dans les années qui suivent, des points de vente fermés et certains pays abandonnés. Face à la concurrence des distributeurs à bas couts, la marque décide de monter en gamme.
Fin 2023, le chiffre d'affaires est en progression et les bénéfices sont au rendez vous.

### En France
En France, l'enseigne est présente depuis les années 2000 avec une offre restreinte de quelques milliers de références et plus de 70 magasins en 2018 notoirement plus modernes qu'aux Pays-Bas. La filiale affirme être à l'équilibre avec 100 millions d'euros de chiffre d'affaires, et en progression constante. En 2024, elle ouvre son plus grand magasin de France près d'Angers, intégrant un nouveau concept de point de vente intitulé « Hema 100 ». La marque compte alors 65 magasins, avec des projets d'ouvertures